# 小田急1900形電車
小田急1900形電車（おだきゅう1900がたでんしゃ）は、小田急電鉄がかつて保有していた電車の1形式である。
本項では、戦後の小田急初の特急ロマンスカーとして登場した1910形電車についても記述する。また、本項では以下、「2000形」と記述した場合は1950年12月に1910形から2000形（初代）に形式変更され、1956年に1900形に編入された車両を表すものとする。

## 概要
1948年に、東京急行電鉄（大東急）から小田急電鉄として分離独立後、初の新造車両として1949年に製造された車両である。当初は3扉ロングシートの1900形が3編成と、2扉セミクロスシートの1910形が2編成登場した。1910形は1950年に形式を2000形に変更し、1952年まで特急形車両として運用された。なお、この形式から「小田急ロマンスカー」の愛称が広まったことから、「初代（小田急）ロマンスカー」は当形式を指すのが妥当である。
1953年には3扉ロングシート車が増備され、1956年には2000形を3扉ロングシートに改造した上で1900形に編入、同時に1900形も含めて2両編成に変更した。1960年には1500形の更新時に1900形と同様の車体を新造の上1900形に編入した。さらに1961年から1962年にかけて、一部の車両は4両編成化されたが、車両の大型化のために主電動機（モーター）を4000形に提供することになり、1976年9月に全車両が廃車となった。
制御装置から趣味者の間および会社内部においてABF車 と呼称されていた。

## 登場の経緯
1948年10月に1600形により再開された「週末温泉特急」は、予想を上回る好成績となった が、ロングシートにシートカバーをかけて通路に灰皿を置いただけであった。このため、新形車両を製造するにあたっては、特急用にふさわしいクロスシート車を要望する意見があった。
一方、当時の日本経済は敗戦後の粗鋼生産の低迷等で極端な物資不足の状況にあり、かろうじて運輸省モハ63形の私鉄各社への割り当てを強要せずとも済む程度には状況は回復しつつあったが、依然として各種機器や部材の調達・生産には困難が伴う状況にあった。
そこで運輸省は車両や機器のメーカー、それに私鉄各社と「郊外電車設計打合会」を開いて今後の車両製作について討議した。
その結果、各部材の寸法や形状について徹底した規格化を行って生産上の非効率と部材の納入遅延を最小限に抑制すべく、私鉄各社の車両限界等を考慮した上で高速電車についてはA型とB型に大別される最大公約数的な規格型車両設計案を1947年に運輸省で制定し、搭載される機器についてもメーカー各社の製造能力や得意とする技術などを勘案の上で、ユーザーである電鉄各社の要望も考慮して、馬力ごとに適応する既存品を標準機種として認定し生産の効率化を図ることとした。
こうして、1947年に俗に運輸省規格型電車と呼ばれるこれらの仕様を満たす車両を、前年にモハ63形が受け入れ不能であった各社線から優先的に割り当てて新造を認可する、という方針が定められた。
これにより、主として車体長や車体幅の制約からモハ63形の導入が困難であった大都市近郊の私鉄各社線の大半が久々の新造車投入の恩恵を受けたが、1947・1948年度の2年間に実施された割り当てで各社の輸送状況が一応の改善を見たことから、1948年度の後半よりモハ63形を受け入れた各社についてもこの規格型電車の導入が認められるようになった。
この際、最優先で認可された のは山陽電気鉄道であり、これに続いたのが小田急電鉄であった。
これは、資材難が最悪の状況にあった1946年の最も困難な時期に運輸省の方針に忠実に従ってモハ63形の割り当てを受け入れた これら2社に対する報奨の意味合いがあったと考えられる。これには、粗鋼生産量の回復に代表される日本の工業界の急速な復興に伴う鉄道車両生産にかかわる周辺状況の改善も背景にあったが、これら両社は規格型とは言いながらともに当時他社には認められなかった2扉クロスシート車の新造が特別に認められており、当時の運輸省はこれら2社を自らの政策による東西の私鉄の輸送状況改善のモデルケースあるいはシンボル的存在と考えていたとみられる。
こうした事情から運輸省規格A'型に準拠して設計されたのが本形式である。編成中間に挿入されるサハ1950形については規格設計に従いつつ戦災省電からの台枠流用で製造された。

## 車両概説
基本編成はデハ1900（制御電動車） - サハ1950（付随車） - デハ1900（制御電動車）のcMTMcによる3両編成となり、性能や電装品等は1600形とほぼ同一 である。

### 車体
車体は1800形導入で車両限界が拡大されたのを受け、デハ1600形が最大幅2,720mm、全長16,460mmであったのに対し本形式は最大幅2,760mm、全長17,670mmと若干大型化されている。窓の寸法は、構想段階では1600形と同様の高さ950mmにすることを考えていた が、最終的には規格型の仕様通り1600形のそれに比して一回り小型のものが使用されており、幕板部が大きくやや重苦しい、国鉄40系の17m車（モハ33など）とも似た外観となった。中間に連結される付随車については、戦災省電から台枠を流用したため、車体幅も省電の台枠に由来する2,800mmとなり、編成の美観が幾分損なわれた。
1900形・1910形（2000形）とも、各車両間の貫通路は1,100mm幅と広くしたが、これは関東地方の私鉄では初の本格導入例となった。また、貫通幌は両側の車両を1枚で結ぶもので、これは日本の鉄道では初の本格採用例である。前面は1600形と同様僅かに丸みを帯びた貫通型で、尾灯（標識灯）は正面窓上に設置した。以後、小田急の電車ではウインドウシル・ヘッダーの有無や張り上げ屋根の採用など多少変化しているが、5000形6両固定編成（5200形）までの長きに渡りこの前面デザインを受け継ぐことになり、いわゆる「小田急顔」の走りともいえる。急行標識灯は2代目2000形までこの位置に設けられていた。これら以外にも、空気ブレーキ機構への中継弁付加によるブレーキ力の強化など、以後の新造車群に継承されてゆくこととなる幾つかの新機軸が本形式より採用されている。
1910形（2000形）は主要機器や車体の基本設計は1900形と同一であるが、特急運用にふさわしく2扉セミクロスシート車 とされた。また、小田急では初めての2色塗り車両となった が、これは前年に近畿日本鉄道（近鉄）が特急の運行を再開した際に、2200系がレモンイエローと青の2色塗りとしていたものにあやかったもの で、濃黄色と紺色の2色塗りとなった。この色は、その後3000形SE車が登場するまでの特急色となったほか、後に一般の通勤形車両にも波及していくことになる。

### 内装
1900形は通常のロングシートである。
1910形（2000形）は特急用車両としてセミクロスシートとし、車内中央部に合計6ボックスのクロスシートをシートピッチ1,785mmで配置し、それ以外の箇所はロングシートとした。座席幅は875mmとされているが、これはラッシュ時の料金不要列車にも使用するため、通路幅を確保する必要があったためである。また、サービス設備として中間車であるサハ1960形に喫茶カウンター・トイレが設置された。

### 主要機器
制御器は、1600形と同じく三菱電機製のABF単位スイッチ式自動加速制御器を装備する。
主電動機も1600形までの車両と同様、三菱電機MB-146-CF を使用している。駆動装置は歯車比56:27=1:2.07の吊り掛け式で、これも1600形と同様である。

## 沿革
1949年に1900形が登場、やや遅れて1910形が温泉特急専用車両としてデハ1910 - サハ1960 - デハ1910の3連を組んで竣工した。日東紅茶による「走る喫茶室」のサービスが開始されたのは、この1910形の運行開始と同時である。
1950年には1910形は2000形に改番された。改番後の車両番号は旧番号に90を加算したものである。
1951年に1700形が登場すると、2000形は検査時のみに特急運用に入るようになったが、1700形の第3編成が運用に入ると、箱根特急は全て1700形でまかなえるようになったため、1952年夏の江ノ島線特急運用を最後に特急運用から外され、しばらくは2扉セミクロスシートのままで特急の補完列車である「サービス急行」や一般の急行として運用された。1953年には車体色も一般車両と同様の茶色1色に変更されたが、この時ごく短期間ではあるが、1編成の中にロングシート車とセミクロスシート車両を混在させた編成で運用された。
- デハ1901（ロング） - サハ2051（セミクロス） - デハ1902（ロング）
- デハ2001（セミクロス） - サハ1951（ロング） - デハ2002（セミクロス）

1953年には、1900形の2両編成が3本増備された。基本設計はそれまでの車両と同様ながら、雨樋の形状や通風器の配置が変更され、台車もゲルリッツ式の台車を使用するなど、面目を一新した。この時に増備された1900形は、デハ1911からデハ1913まで、クハ1956からクハ1958までと、2000形の両数分だけ番号を飛ばして付番されていることから、将来の本形式の1900形への編入方針はこの時点で確定していたと考えられる。
1954年には2000形のトイレ・喫茶カウンターは撤去されたが、この時点でも2扉セミクロスシートのままで運用されていた。しかし、1900形・2000形は3両固定編成となっており、1956年に4両編成化することになった。この時は4両固定編成とはせず、2両固定編成とすることになったため、まず付随車を制御車に改造する一方で、制御車を5両新造することになった。この時製造されたクハ1950形の車体は、当時既にノーシル・ヘッダ・張り上げ屋根の2100形や2200形が存在していたものの、在来車との車体外観を揃えるために1953年の増備車をベースに製造されているが、前面の雨樋形状は在来車と同じく一直線である。なお全車小田原向きで製造されたことから、サハからの改造車の運転台は全て新宿側に設置されている。この時、1953年の増備車のうち、クハ1956からクハ1958まではさらに改番が行われ、元番号に3が加算された。
この2両編成化と同時期に、2000形は1900形に編入されることになり、デハ1907 - 1910・サハ1954・1955に改番された。改番直後は2扉車のままであったが、程なく3扉化改造されるとともに、サハには運転台が取り付けられ、クハ1954・1955となった。こうして、2000形編入車を含め、全編成が2両編成に統一された。
1960年には帝都電鉄由来の1500形からの改造車が東急車輛製造で車体新造され、デハ1914・クハ1964として1900形に編入された。車体は1956年に増備された1950形と同様であるが、窓枠が軽合金製となっていた。主電動機は、更新前に本形式と共通のMB-146CFに交換されていたが、制御器については編入後も種車時代のCS5 がそのまま使用されていた。
しばらくは2両編成で使用されていた1900形であったが、乗客数の増加で2両編成での使用機会が減少したという事情もあり、デハ1911・クハ1961以降の車両を除いて4連固定化された。こうして1961年から1962年にかけて、クハ1951 - 1960の運転台を撤去してサハ化改造すると同時に車体更新が実施され、前面窓のHゴム化や側面窓の交換、雨樋の取替えなどが行われた。
1900形は車体寸法が2100形以降と同等で収容力が大きかったため、高性能車が出揃ってからも本線で使用されており、1974年に開業した多摩線では昼間の乗客が少なかったために、当時の小田急の最短編成である2両編成での運用も見られた。その後、車齢は比較的新しかったものの、主電動機と一部機器を4000形に転用するために1974年から廃車が開始され、1976年までに全車が離脱・廃車された。
廃車後、一部の車体や台車などは富士急行・岳南鉄道・大井川鉄道・伊予鉄道へ譲渡され、主電動機を再装備の上で使用されていたが、既に全車廃車されている。廃車後もサハ1955の車体のみが岳南鉄道で倉庫として使用されていたが、2011年に解体された。

## 車両一覧
| 以前                                       | 1950年                                     | 1953年                                     | 1956年その1                                | 1956年その2     | 1962年          | 以後           |
| ------------------------------------------ | ------------------------------------------ | ------------------------------------------ | ------------------------------------------ | --------------- | --------------- | -------------- |
|                                            | デハ1901                                   | →                                          | →                                          | →               | →               | 伊予鉄モハ125  |
|                                            | デハ1902                                   | →                                          | →                                          | →               | →               | 伊予鉄モハ124  |
|                                            | デハ1903                                   | →                                          | →                                          | →               | →               |                |
|                                            | デハ1904                                   | →                                          | →                                          | →               | →               |                |
|                                            | デハ1905                                   | →                                          | →                                          | →               | →               | 岳南モハ1905   |
|                                            | デハ1906                                   | →                                          | →                                          | →               | →               | 大井川モハ1906 |
|                                            | デハ1911（初代）                           | デハ2001                                   | →                                          | デハ1907        | →               |                |
|                                            | デハ1912（初代）                           | デハ2002                                   | →                                          | デハ1908        | →               |                |
|                                            | デハ1913（初代）                           | デハ2003                                   | →                                          | デハ1909        | →               |                |
|                                            | デハ1914（初代）                           | デハ2004                                   | →                                          | デハ1910        | →               |                |
|                                            |                                            | デハ1911（2代）                            | →                                          | →               | →               | 富士急モハ5231 |
|                                            |                                            | デハ1912（2代）                            | →                                          | →               | →               | 富士急モハ5232 |
|                                            |                                            | デハ1913（2代）                            | →                                          | →               | →               | 富士急モハ5233 |
| 帝都モハ208→東急デハ1458→デハ1458→デハ1501 | 帝都モハ208→東急デハ1458→デハ1458→デハ1501 | 帝都モハ208→東急デハ1458→デハ1458→デハ1501 | 帝都モハ208→東急デハ1458→デハ1458→デハ1501 | デハ1914（2代） | →               | 富士急モハ5235 |
|                                            |                                            |                                            |                                            | クハ1951        | サハ1951（2代） |                |
| 鉄道省モハ50044                            | サハ1951（初代）                           | →                                          | →                                          | クハ1952        | サハ1952（2代） |                |
|                                            |                                            |                                            |                                            | クハ1953        | サハ1953（2代） |                |
| 鉄道省モハ60120                            | サハ1952（初代）                           | →                                          | →                                          | クハ1954        | サハ1954        |                |
|                                            |                                            |                                            |                                            | クハ1955        | サハ1955        | 岳南サハ1955   |
| 鉄道省サハ36003                            | サハ1953（初代）                           | →                                          | →                                          | クハ1956（2代） | サハ1956        |                |
|                                            |                                            |                                            |                                            | クハ1957（2代） | サハ1957        |                |
| 鉄道省モハ50058                            | サハ1961                                   | サハ2051                                   | サハ1958（初代）                           | クハ1958（2代） | サハ1958（2代） |                |
|                                            |                                            |                                            |                                            | クハ1959        | サハ1959        |                |
| 鉄道省クハ65180                            | サハ1962                                   | サハ2052                                   | サハ1960（初代）                           | クハ1960        | サハ1960（2代） |                |
|                                            |                                            | クハ1956（初代）                           | →                                          | クハ1961        | →               | 富士急クハ5261 |
|                                            |                                            | クハ1957（初代）                           | →                                          | クハ1962        | →               | 富士急クハ5262 |
|                                            |                                            | クハ1958（初代）                           | →                                          | クハ1963        | →               | 富士急クハ5263 |
| 帝都クハ502→東急クハ1502→クハ1502→クハ1551 | 帝都クハ502→東急クハ1502→クハ1502→クハ1551 | 帝都クハ502→東急クハ1502→クハ1502→クハ1551 | 帝都クハ502→東急クハ1502→クハ1502→クハ1551 | クハ1964        | →               | 富士急クハ5265 |